# Island (Yonne)
Island ist eine französische Gemeinde mit 188 Einwohnern (Stand: 1. Januar 2022) im Département Yonne in der Region Bourgogne-Franche-Comté. Die Gemeinde gehört zum Arrondissement Avallon und ist Mitglied im Gemeindeverband Avallon-Vézelay-Morvan.

## Geographie
Island liegt etwa 42 Kilometer südsüdöstlich von Auxerre und etwa fünf Kilometer westsüdwestlich von Avallon im Regionalen Naturpark Morvan. Die Gemeinde befindet sich am südöstlichen Rand des Départements an der Grenze zum benachbarten Département Nièvre. Die Bäche Ruisseau de Grenet und Ru de l’Étang des Lames durchqueren das südliche Gemeindegebiet, bevor sie sich hier zum Ru de l’Island vereinigen. Der Ru de Proinge entspringt auf dem Gebiet der Gemeinde, bevor er weiter nördlich in den Ru de l’Island mündet. Etwas über die Hälfte der Fläche der Gemeinde wird landwirtschaftlich genutzt.
Umgeben wird Island von den Nachbargemeinden Vault-de-Lugny im Norden, Avallon im Osten und Nordosten, Saint-Germain-des-Champs im Osten und Südosten, Saint-André-en-Morvan (Nièvre) im Süden, Menades im Südwesten, Tharoiseau im Westen sowie Domecy-sur-le-Vault im Nordwesten.

## Bevölkerungsentwicklung
| Jahr                       | 1962 | 1968 | 1975 | 1982 | 1990 | 1999 | 2006 | 2013 | 2020 |
| Einwohner                  | 185  | 179  | 152  | 183  | 196  | 196  | 216  | 180  | 188  |
| Quellen: Cassini und INSEE |      |      |      |      |      |      |      |      |      |

## Sehenswürdigkeiten
- Kirche Notre-Dame (L’Assomption de la Vierge) aus dem 14. Jahrhundert mit Pfarrhaus aus dem 19. Jahrhundert
- Kapelle Le Saulce des Tempelritterordens in La Vigne aus dem 13. Jahrhundert, seit 1960 als Monument historique klassifiziert
- Moulin des Alouettes am Ru de l’Island aus dem 19. Jahrhundert

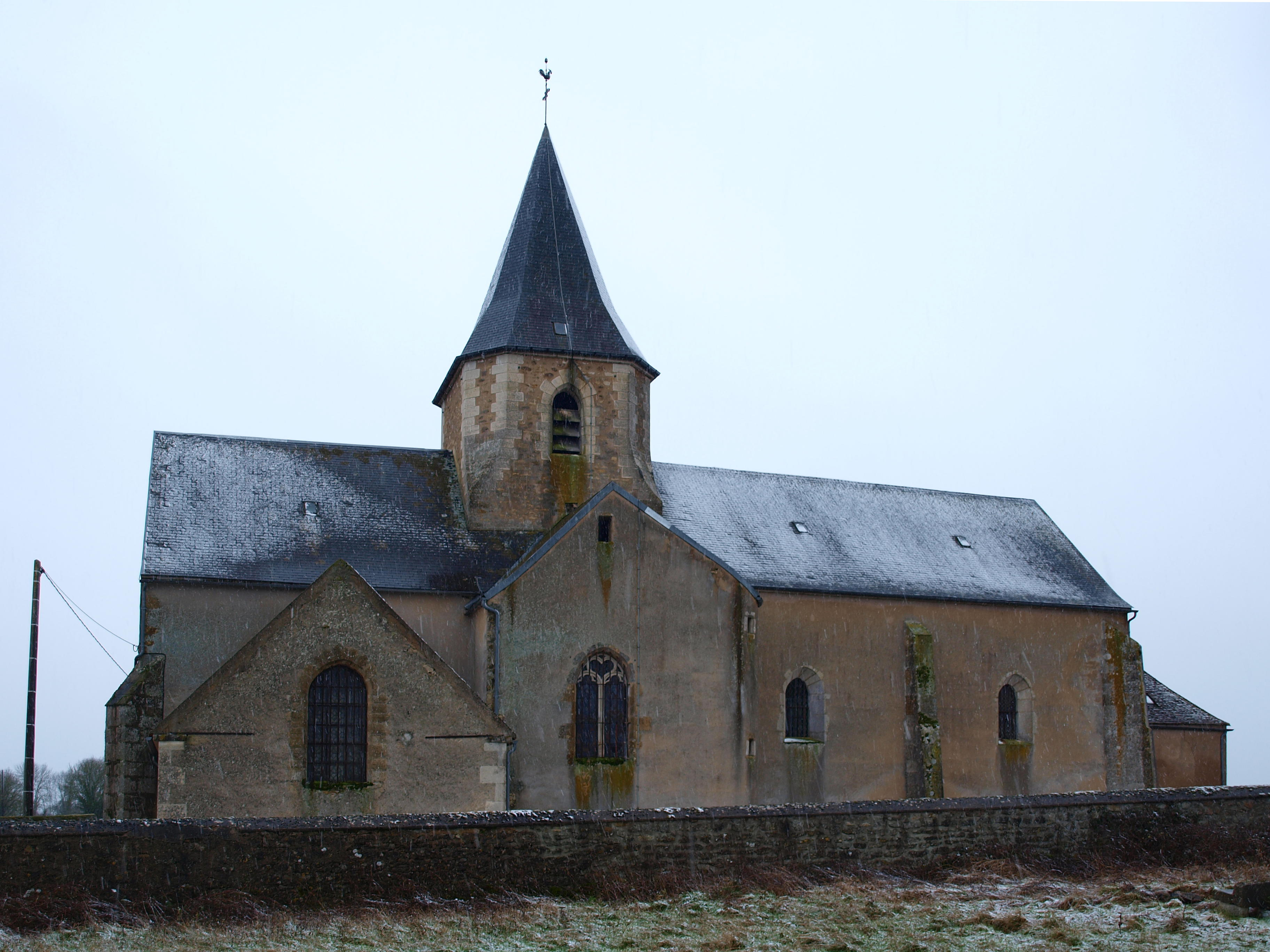
Kirche Notre-Dame
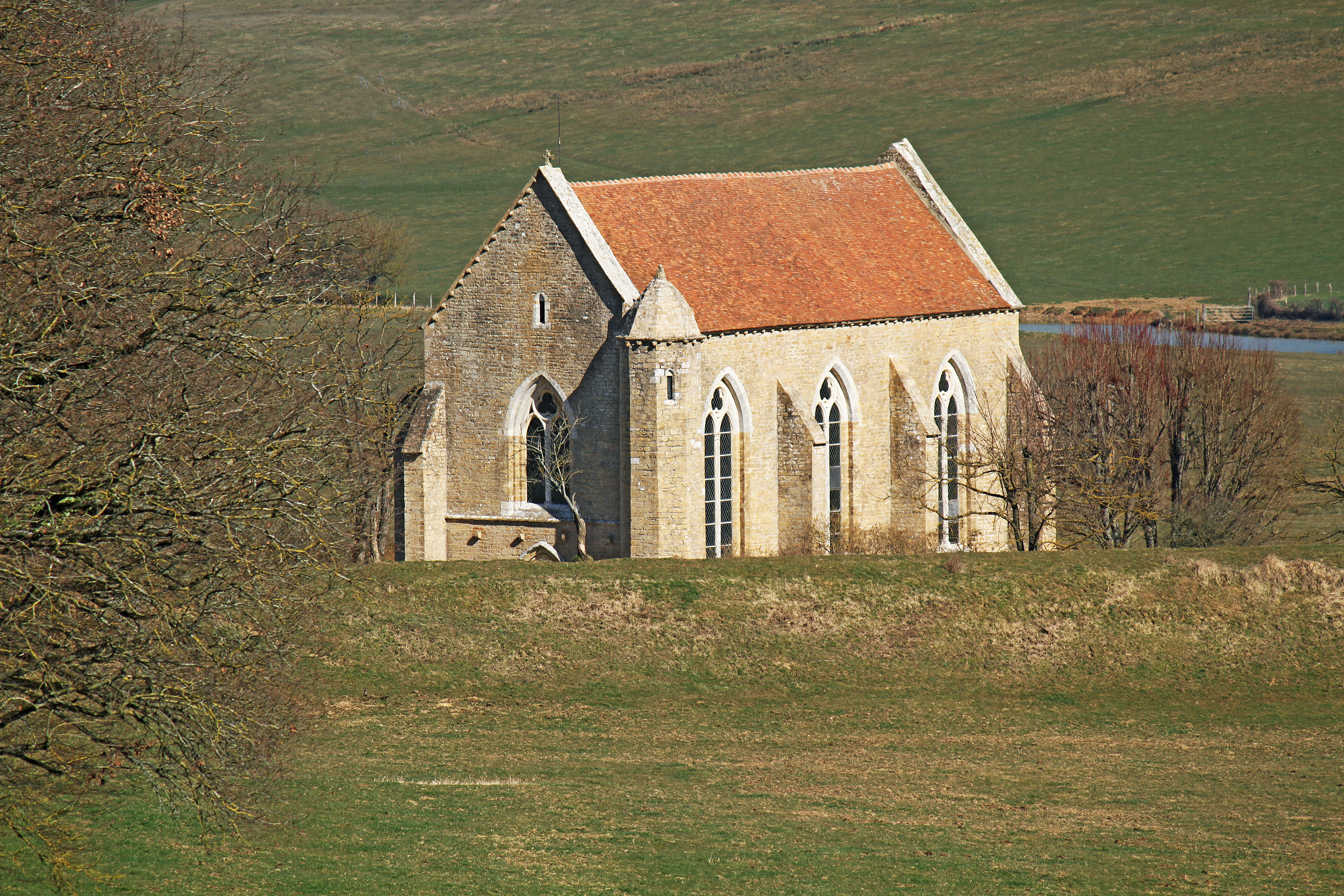
Kapelle des Tempelritterordens